# کاستل دل ریو
کاستل دل ریو (به ایتالیایی: Castel del Rio) یک کومونه در ایتالیا است که در استان بولونیا واقع شده‌است.

## خصوصیات
کاستل دل ریو ۵۲٫۵۶ کیلومترمربع مساحت و ۱٬۲۳۳ نفر جمعیت دارد و ۲۱۵ متر بالاتر از سطح دریا واقع شده‌است. موقعیت آن در 35 کیلومتری جنوب غربی بولونیا است.